# Karin Schmalfeldová
Karin Schmalfeldová (* 19. února 1976, Německo) je bývalá německá reprezentantka v orientačním běhu. Mezi její největší úspěchy patří dvě medaile na mistrovství světa juniorů v orientačním běhu z let 1995 a 1996; a stříbrná medaile z individuálního závodu na Světových hrách v roce 2005. Jako závodnice se zúčastnila celkem osmi mistrovství světa v orientačním běhu (1995 až 2009). Jejím nejlepším výsledkem na MS bylo 5. místo ve štafetách v roce 1995.